# Muralles de Peralada
Les muralles de Peralada són una obra arquitectònica del municipi de Peralada (Alt Empordà) declarada bé cultural d'interès nacional.

## Descripció

### Primer recinte de muralles
Peralada ha disposat de doble recinte emmurallat, del qual només se'n conserven alguns vestigis. Del més antic, probablement dels segles X-XI, fet amb carreus sense escairar i disposats en espiga, se'n conserva un tram al carrer de Sant Sebastià i un altre tram al carrer de Sota Muralla, amb construccions sobreposades del segle xviii que n'impedeixen la visió continuada. És una construcció amb aparells de pedres sense escairar, amb merlets a la part superior, i espitlleres al centre d'aquests. Un tercer tram el podem veure a la Costa de les Monges, indret on segueix dempeus el portal per on antigament s'accedia al Castro Tolon, amb un arc de mig punt fet amb dovelles de pedra calcària.
Aquest primer recinte de muralles encara conserva dos portals: un a la part nord-est del nucli antic, l'esmentat de la Costa de les Monges, i un altre al sector meridional de la plaça de Sant Domènec, vora l'antic convent homònim, del qual només se'n conserva el claustre, i adossat a la casa Avinyó, o del Marquès de Camps.

### Segon recinte de muralles

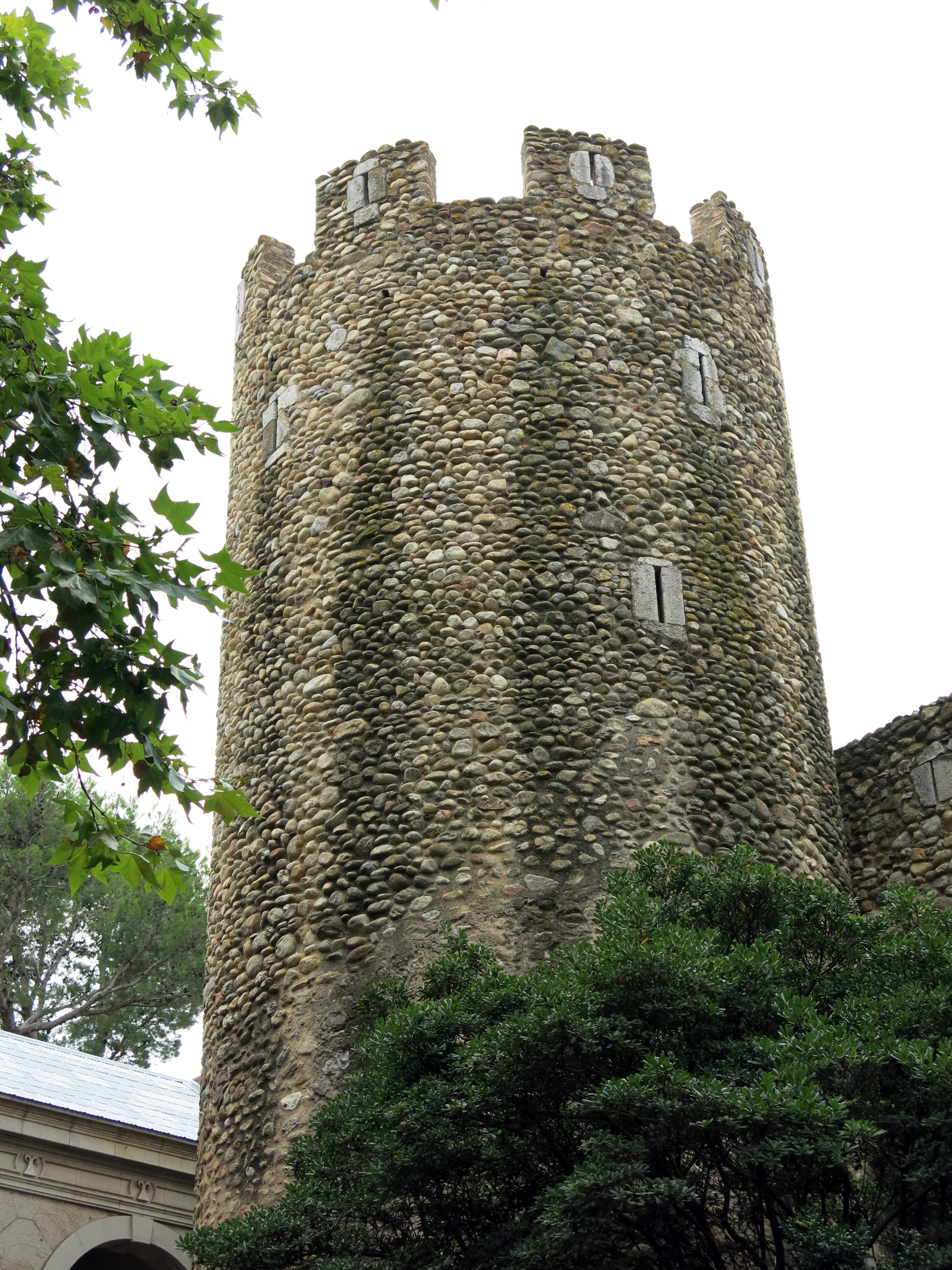
Torre restaurada del segon recinte emmurallat, darrere el convent del Carme

El segon recinte emmurallat es va ampliar per la banda sud-est, lloc on es va obrir una nova porta d'accés que, d'entrada al poble, mena a la plaça de la Font i, de sortida, ens encamina cap a l'ermita de Sant Sebastià i a la carretera de Vilabertran, i va passar a incloure intra muros el raval de llevant, amb el call jueu i el convent del Carme. És al costat del convent que trobem el Portal del Comte, per on s'accedeix a la plaça i a l'església del convent; amb arc de mig punt, adovellat, i al damunt hi ha un fragment d'aparell de còdols que es disposen inclinats en un sol sentit formant filades seguides. En arribar a l'alçada del convent queden les restes de muralles més conegudes, molt reconstruïdes a la segona meitat del segle xix, amb una torre de base circular, amb merlets i diverses espitlleres. Seguia el cinturó murat fins a confluir amb l'ampliació de la fortificació del carrer de Sota Muralla, avui carrer de la Font, aixoplugant l'hospital i el barri de Vilella.

## Història

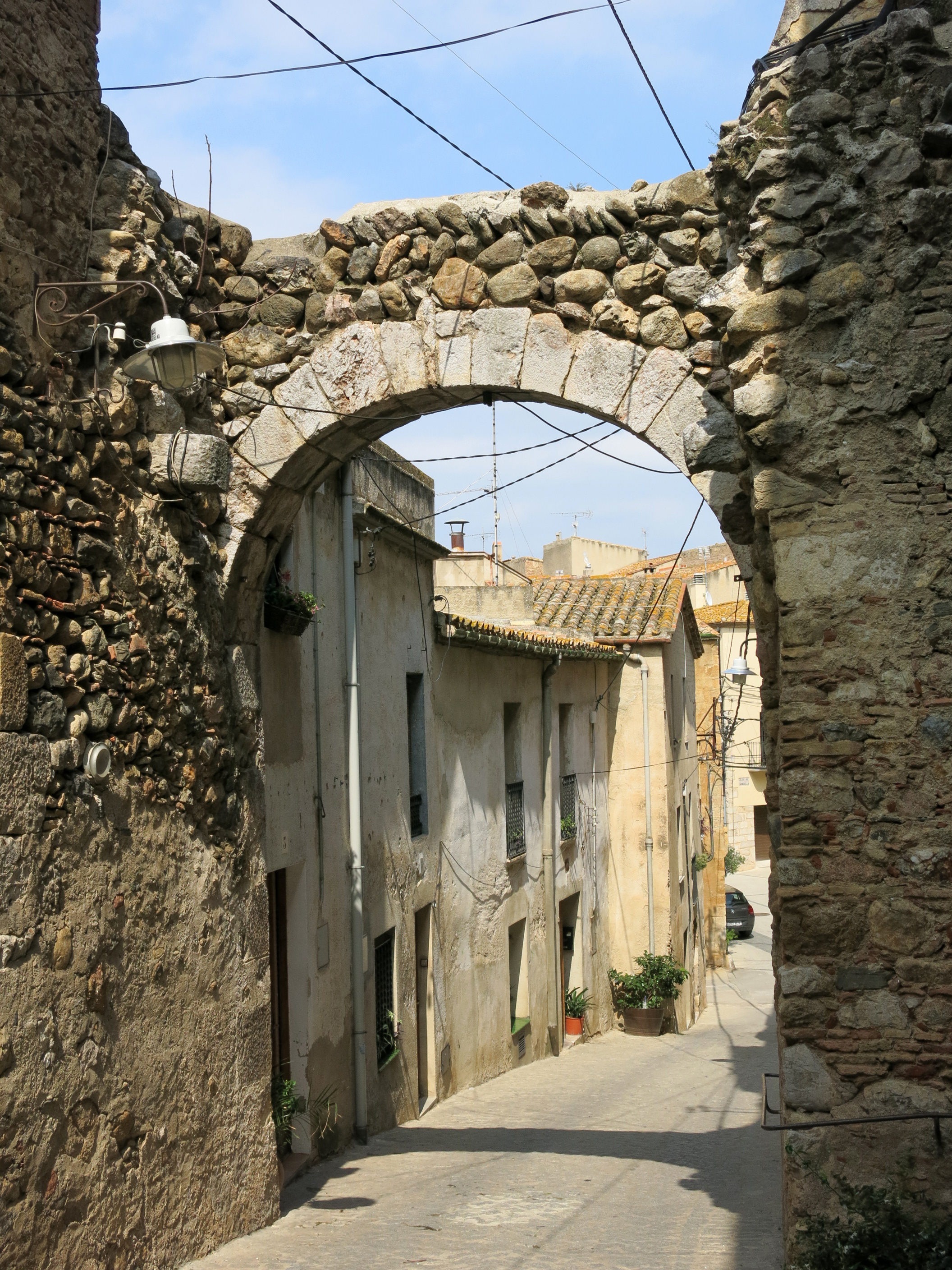
Portal de la Costa de les Monges, del primer recinte emmurallat

A la part alta de la vila s'endivina el cercle tancat antic, del qual queden murs i elements; es creu que allà hi havia el castell de Toló, documentat des del 844.
El recinte fortificat de Peralada data de diversos períodes. Els vestigis més antics són aproximadament dels segles X-XI. Després de la destrucció de la vila el 1285, en temps de l'enfrontament entre Pere II i Felip l'Ardit, el recinte va ser ampliat. Se'n conserven restes dels segles XIII-XIV.

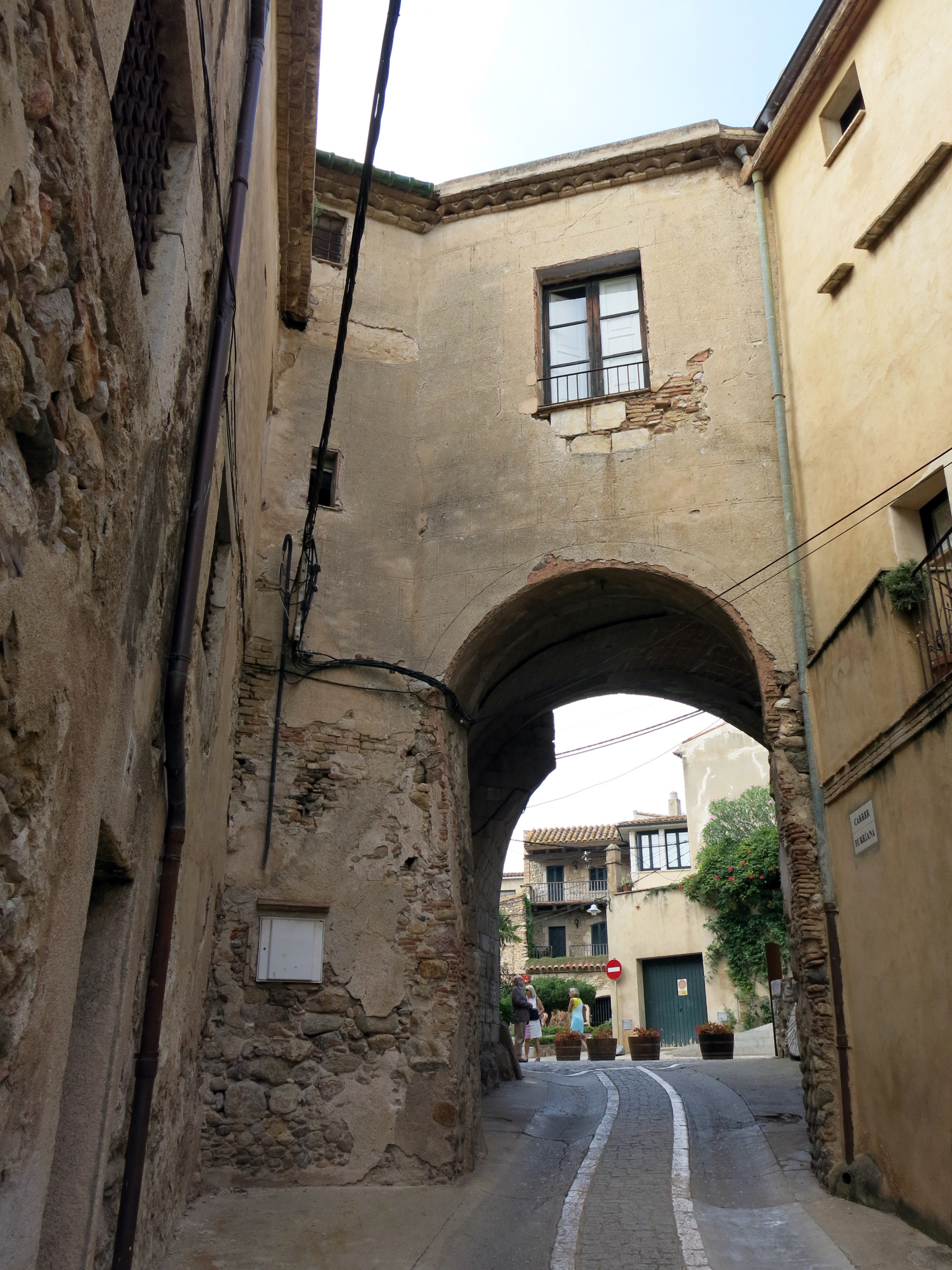
Portal de Sant Domènec, vist des del carrer Burriana (primer recinte)
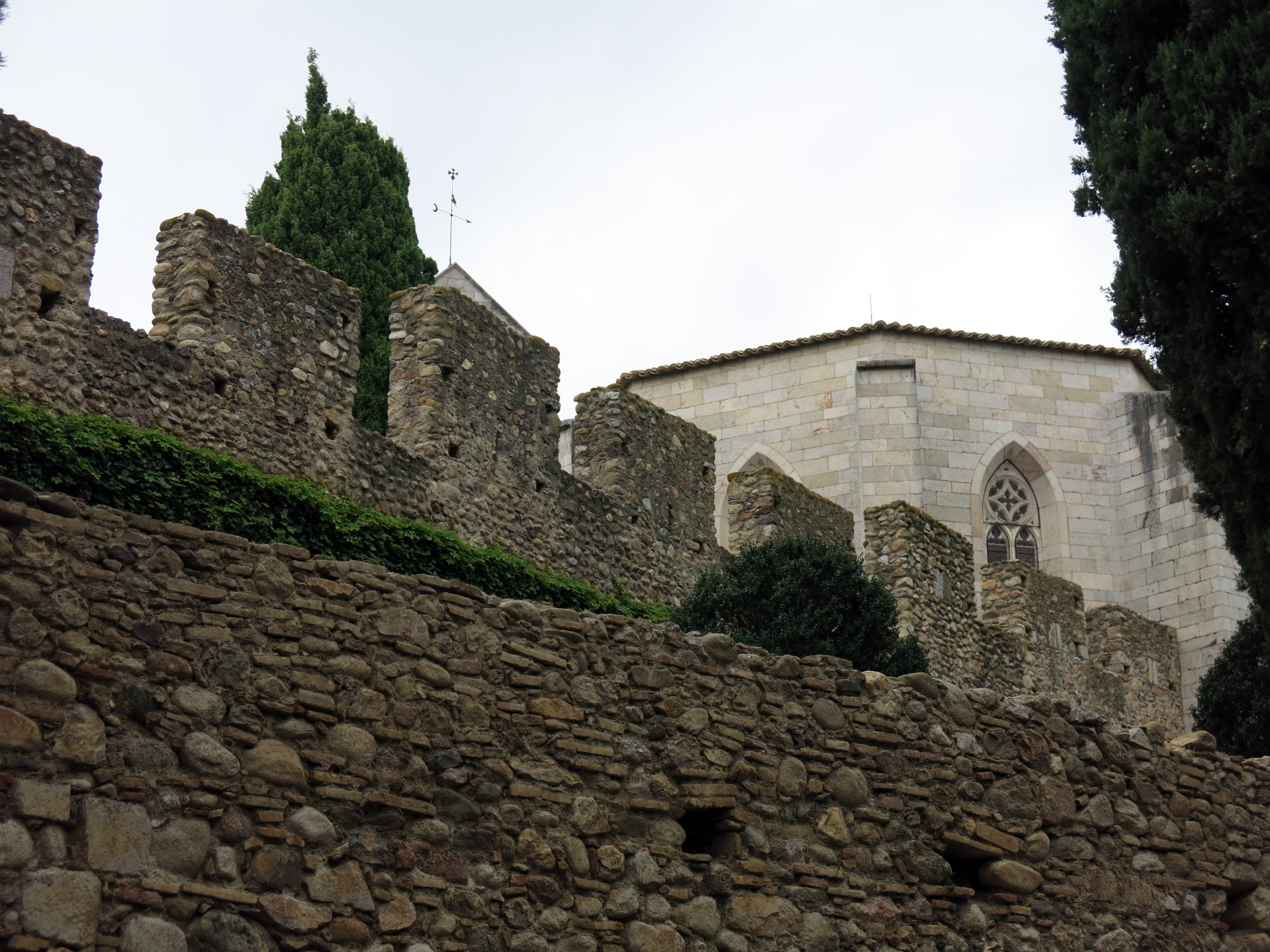
Tram de muralla darrere el claustre del Carme (segon recinte)
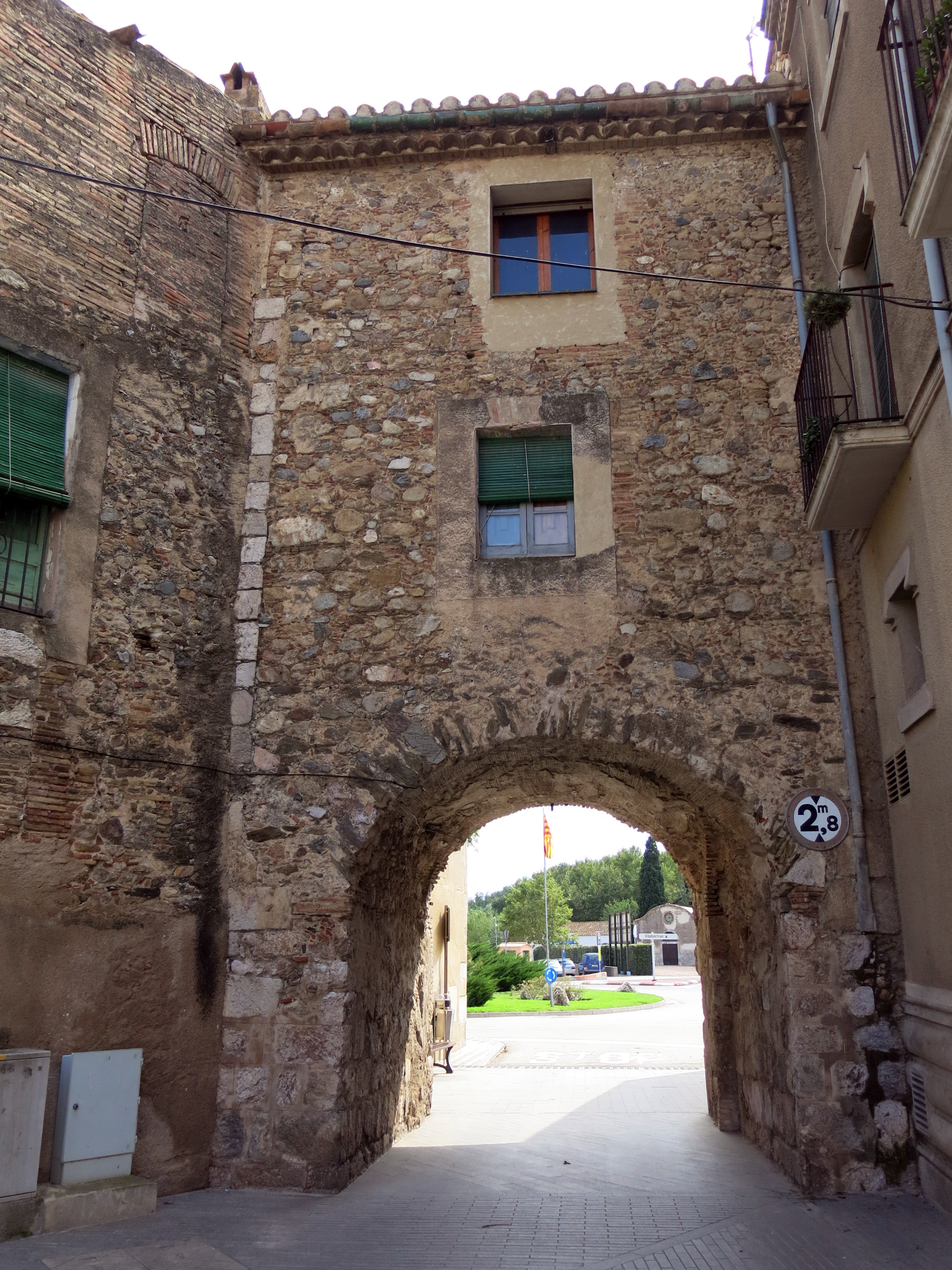
Portal del Pont, vist des de la plaça del Pont (segon recinte)